# Мак-Аллен (Техас)
Мак-Аллен (англ. McAllen) — город в штате Техас, США.

## География
Город Мак-Аллен находится в южной части Техаса, в 8 километрах от его границы с Мексикой. Административно он входит в федеральный округ Хидалго. Площадь города равна 119,8 км². Численность населения составляет 106.414 человек (на 2000 год). В зимние месяцы число жителей Мак-Аллена практически удваивается за счёт приезжающих сюда из северных штатов в регион с тёплым, тропическим климатом, пенсионеров. Мак-Аллен называют также «городом пальм» из-за большого количества этих деревьев.

## История
Город был основан в 1904 году Джоном Мак-Алленом, построившим посёлок Западный Мак-Аллен. В 1905 была проложена к нему ветка железной дороги, соединившей Мак-Аллен с сетью североамериканских и мексиканских линий. В 1907 был построен Восточный Мак-Аллен, в 1910 году оба поселения были объединены. В 1920 году здесь насчитывалось 5.300 жителей, в 1962 — уже 32.728. С 1970 по 1980 год население удвоилось и достигло 66.281 человек. В 1960-е годы в Мак-Аллене были построены новая ратуша, расширена городская библиотека, открыт музей. В 1976 был также открыт торговый центр La Plaza Mall — крупнейший на юго-восточном Техасе. В пригороде Мак-Аллена находятся 6 кампусов Южнотехасского колледжа (South Texas College), в котором обучаются 30 тысяч студентов и заняты более 1,5 тысяч сотрудников.